# Барра (Баия)
Барра (порт. Barra) — населённый пункт и муниципалитет в Бразилии, входит в штат Баия. Составная часть мезорегиона Вали-Сан-Франсискану-да-Баия. Входит в экономико-статистический микрорегион Барра. Население составляет 47 410 человек на 2006 год. Занимает площадь 12 299 км². Плотность населения — 4,2 чел./км².

## История
Город основан 16 июня 1873 года.

## Статистика
- Валовой внутренний продукт на 2003 год составляет 66 525 167,00 реалов (данные: Бразильский институт географии и статистики).
- Валовой внутренний продукт на душу населения на 2003 год составляет 1403,18 реалов (данные: Бразильский институт географии и статистики).
- Индекс развития человеческого потенциала на 2000 год составляет 0,586 (данные: Программа развития ООН).

## География
Климат местности: полупустыня. В соответствии с классификацией Кёппена, климат относится к категории BShW.